# Schavertje
Het schavertje (Stenobothrus stigmaticus) is een rechtvleugelig insect uit de familie veldsprinkhanen (Acrididae), onderfamilie Gomphocerinae.

## Kenmerken
De kleur is groen en maar zelden bruin, het halsschild heeft opstaande, gebogen randen die gebogen zijn op het midden. De vleugels reiken tot voor de achterlijfspunt. Een chorthippuslobje ontbreekt. Mannetjes bereiken een lengte van 11 tot 13 millimeter, de vrouwtjes zijn 14 tot 18 mm lang.
Het bruin schavertje lijkt op het schavertje maar is meestal bruin, hoewel zelden groene kleuren voorkomen. De kielen aan weerszijden van het halsschild zijn bij het bruin schavertje echter duidelijk sterker naar binnen gebogen.

## Verspreiding
Het schavertje komt in grote delen van Europa voor, vooral in het zuiden en ook in Nederland en België. In Nederland echter niet langs de kust en in het noorden. In Vlaanderen is de soort ernstig bedreigd, met slechts enkele populaties in West-Vlaanderen. De habitat bestaat uit lage vegetatie van grassen en heide in heidegraslanden en andere grazige terreinen.

## Levenswijze
Het volwassen schavertje is te zien van juli tot september en is vooral actief tussen negen uur in de ochtend tot zeven uur in de avond. Het geluid bestaat uit een ongeveer twee seconden durend gekras dat zich om de drie a vier seconden herhaalt.